# گیبون هاینان
گیبون هاینان (نام علمی: Nomascus hainanus) نام یک گونه از سرده نوماسکوس است.